# 石川テレメッセージ
石川テレメッセージ（いしかわテレメッセージ）は、かつて1980年代後半から1990年代にかけて石川県をサービスエリアとしてポケットベルなどの事業を行っていた企業。

## 概要
当時はテレメの通称で知られ、1990年代中盤の爆発的なポケベル人気の中でNTTドコモと並んで加入者を急増させたが、その後ポケベル人気の中核をなしていた高校生から20代前半の若者らが携帯電話やPHSに急速に移行したことから基地局などの通信設備が過剰となり、その減価償却などに苦しむこととなった。

## 沿革
- 代表取締役社長　榎本　喬（元石川テレビ放送社長、兼任）

- 1990年
  - 3月6日 設立[1]
  - 3月29日 無線局免許申請[1]
  - 5月9日 第一種電気通信事業許可[2]
  - 5月 無線局予備免許[1]
  - 8月31日 無線局免許[2]
  - 10月1日 開業[3]
- 2000年5月31日 解散を定時株主総会で決議[4]

- 石川テレビ放送が設立の主導となった。

## 通信端末
詳細はテレメッセージ内の通信端末を参照のこと。